# 九州学院中学校・高等学校
九州学院中学校・高等学校（きゅうしゅうがくいんちゅうがっこう・こうとうがっこう）は、熊本県熊本市中央区大江五丁目にある私立中学校・高等学校。
キリスト教（日本福音ルーテル教会）学校である。
校訓は「敬天愛人」（神を敬い、人を愛する）。
この校訓の下で、知育・徳育・体育の上に霊育を施し、「世の役に立つ善人」を育成することを創立以来の教育方針と定めている。

## 概要
朝はホールで賛美歌を歌い、地域のルーテル教会の牧師を招いてお話を聞いたりと、キリスト教学校らしい取り組みが見られる。
スポーツが盛んで、剣道部、柔道部、陸上部、サッカー部、バドミントン部、自転車競技部などは全国大会優勝の実績がある。硬式野球部、水泳部、ハンドボール部、ボクシング部、テニス部などは全国大会出場経験を持つ。中でも剣道部は玉竜旗高校剣道大会で5度優勝、柔道部は全国中学校柔道大会で7度の優勝、自転車競技部も全国高等学校総合体育大会自転車競技大会で3度優勝、サッカー部も1985年（昭和60年）に全国高等学校総合体育大会サッカー競技大会で優勝している。また硬式野球部は2000年（平成12年）に全国高等学校野球選手権熊本大会史上初の3連覇を果たすなどこれまでに春6回、夏9回甲子園に出場している。
1924年（大正13年）建造の講堂兼礼拝堂は国の登録有形文化財に登録されている。

## 設置形態
- 中学校
- 高等学校
  - 全日制課程 普通科（プログレスクラス・アドバンスクラス・アスリートクラス）

## 沿革
- 1909年（明治42年） - 熊本市に路帖神学校として開校。
- 1911年（明治44年） - 九州学院として認可。初代学院長に遠山参良。
- 1943年（昭和18年） - 九州中学校と改称。
- 1946年（昭和21年） - 九州学院中学校となる。
- 1948年（昭和23年） - 九州学院高等学校開校。
- 1991年（平成3年） - 男子校より男女共学となる。

## 著名な教職員
- 乾一郎 - 英語科（板垣退助の孫）

## 著名な出身者

### 野球
- 上野重雄（元プロ野球選手）
- 松岡功祐（元プロ野球選手）
- 田中彰（元プロ野球選手）
- 柳田真宏（元プロ野球選手）
- 福永栄助（元プロ野球選手）
- 右田一彦（元プロ野球選手）
- 園川一美（元プロ野球選手）
- 竹本修（元プロ野球選手）
- 平川雅敏（元プロ野球選手）
- 右田雅彦（元プロ野球選手）
- 御船英之（元プロ野球選手）
- 東瀬耕太郎（元プロ野球選手）
- 古沢淳（元プロ野球選手）
- 金村康平（元プロ野球選手）
- 井場友和（元プロ野球選手）
- 今村文昭（元プロ野球選手）
- 吉本亮（元プロ野球選手）
- 高山久（元プロ野球選手）
- 大塚尚仁（元プロ野球選手）
- 溝脇隼人（元プロ野球選手）
- 小田裕也（元プロ野球選手）
- 島田海吏（プロ野球選手）
- 中熊大智（元プロ野球選手）
- 村上宗隆（プロ野球選手、東京オリンピック金メダリスト）
- 伊勢大夢（プロ野球選手）
- 川野涼多（プロ野球選手）
- 佐伯真貴（元社会人野球選手兼コーチ、熊本ゴールデンラークス）
- 田中敏弘（元社会人野球選手・監督、現熊本ゴールデンラークス代表兼ゼネラルマネージャー）
- 古田昌幸（元社会人野球選手・監督、熊谷組）
- 吉野光樹（プロ野球選手）

### 競輪
- 緒方浩一
- 北村徹
- 北村哲郎
- 倉岡慎太郎
- 野口大誠
- 松岡孔明
- 松岡貴久
- 松本秀人
- 松本秀房
- 矢村正
- 尾方真生
- 西島叶子

### バスケットボール
- 岡山恭崇（元バスケットボール選手）※在校当時は柔道部所属
- 高田慶太（バスケットボール選手）
- 澤邉圭太（バスケットボール選手）

### ラグビー
- 小川朋弘（ラグビーレフリー）
- 平田一真（ラグビー選手）
- 石田一貴（ラグビー選手）
- 岩下丈一郎（ラグビー選手）
- 石田大河（ラグビー選手）
- 汐月佑心（ラグビー選手）

### 陸上
- 浦田春生（元陸上選手、元・ホンダ陸上競技部監督、中央大学陸上競技部駅伝監督）
- 濱田淳（元陸上選手）
- 末續慎吾（陸上選手、2003年世界陸上200m銅メダリスト・2008年五輪4×100mリレー銅メダリスト）高校51回生[3]
- 久保田和真（陸上選手、2016年箱根駅伝・金栗四三杯<MVP>受賞。)
- 神林勇太（陸上選手、青山学院大学陸上競技部所属）

### 柔道
- 原口謙一（柔道家）
- 松崎みずほ（柔道家）
- 米村克麻（柔道家）
- 山下泰裕（柔道家）※中途まで在籍し東海大相模高校に転校、名誉卒業生に認定 高校28回生[3]

### その他スポーツ
- 中川善雄（元ハンドボール選手）
- 藤本義一（元プロサッカー選手）
- 堤聖也（プロボクサー）
- 内村良一（剣道家、第54回・第57回全日本剣道選手権大会優勝）
- 千代白鵬大樹（元大相撲力士）※中学のみ 在校当時は柔道部所属
- 有村智恵（プロゴルファー）※中学のみ 中学56回生[3]
- 吉無田春男（元競泳選手、1960年ローマ・1964年東京オリンピック日本代表）
- 西村英久(全日本剣道選手権大会優勝・3連覇）
- 星子啓太(全日本選手権、剣道世界大会優勝)

### 政治
- 浦田勝（参議院議員）
- 園田清充（国土庁長官〈第8代〉、参議院議員）
- 草村大成（熊本県高森町長）[4]
- 蔵原隆浩（玉名市長）
- 何川一幸（元上天草市長）

### 宗教
- 川瀬徳太郎 - 1909年入学第1期生
- 三浦豕 - 1910年入学第2期生
- 石松量蔵 - 1911年入学第3期生（全盲の牧師）

### 学術
- 平井正穂（東京大学名誉教授）
- 松浦光修（皇學館大学文学部国史学科教授）
- 葉祥栄（慶應義塾大学教授、建築家）
- 木村肥佐生（亜細亜大学アジア研究所教授、チベット学）

### 文化
- 高屋窓秋（俳人）
- 葉祥明（絵本作家）高校17回生[3]
- 田上豊（演出家・劇作家）

### 芸能
- 勝野洋（俳優）高校20回生[3]
- 井上亮（俳優）
- 高良健吾（俳優）
- 斉藤秀翼（俳優）
- 原哲男（お笑い芸人、俳優）
- 無法松（〈本名・塩坂倫之〉お笑い芸人、漫才コンビ「ほたるゲンジ」
- 林田信孝　(ローカルタレント)
- 奥田圭（ラジオDJ・パーソナリティ）
- 黒木よしひろ（ローカルタレント）
- 藤本一精（ローカルタレント）
- 西山一星（ローカルタレント）
- ゴリけん（お笑い芸人・ローカルタレント）高校44回生[3]
- 寺中友将（ミュージシャン・KEYTALKボーカル、ギター）
- FUJI（ミュージシャン・WANIMAドラム・コーラス）
- からし蓮根（杉本青空・伊織）（お笑い芸人）
- 実紀（ロアッソ熊本ガールズアンバサダー）

### マスコミ
- 福永一茂（アナウンサー）岩手めんこいテレビ、元フジテレビジョン、元ニッポン放送
- 吉岡さちこ（レポーター・横浜ベイスターズ・オフィシャルレポーター）

### その他
- 種子島経（元BMW東京社長）
- 松木薫（北朝鮮による拉致被害者）
- 梶谷彪雅(プロ剣道家、YouTuber)

## 部活動

### 九州学院高等学校
- 野球部
  - 第45,57,69,80,81,82,92,97,104回 全国高等学校野球選手権熊本大会 - 優勝
  - 第52,72,74,83,84,87回 選抜高等学校野球大会出場
- 柔道部
  - 金鷲旗高校柔道大会 - 男子団体戦3回優勝（1974年、1976年、1977年）
  - 全国中学校柔道大会 - 男子団体戦7回優勝（1973年、1975年、1976年、1977年、1979年、1988年、1989年）
- 剣道部
  - 玉竜旗高校剣道大会 - 男子団体戦9回優勝（1998年、2001年、2002年、2005年、2006年、2014年、2015年、2016年、2017年）
  - 全国高等学校剣道選抜大会 - 11回優勝(第2回、第10回、第15回、第16回、第22回、第23回、第24回、第25回、第26回、第27回、第28回）
  - インターハイ-  7回優勝(第13回、第45回、第60回、第61回、第62回、第63回、第65回）
  - 全国中学校剣道大会 - 男子団体戦8回優勝（1991年、1995年、2002年、2010年、2015年、2017年、2018年、2019年）
- 自転車競技部
  - 全国高等学校総合体育大会自転車競技大会 - 3回優勝（1984年、1990年、2012年）
  - 全国高等学校選抜自転車競技大会- 2回優勝（2017年、2018年）
  - チームスプリント記録-250m×3日本ジュニア記録（2018.2）333m×3インターハイ大会記録（2018.8）400m×3日本ジュニア記録（2020.9）
- サッカー部
  - 全国高等学校総合体育大会サッカー競技大会 - 1985年（昭和60年）男子優勝
- なぎなた部
  - JOCジュニアオリンピック全国中学生なぎなた大会 - 2004年（平成17年）演技競技　優勝
  - 若獅子旗なぎなた大会 - 2005年（平成18年）演技競技　優勝
- 陸上競技部
  - 全国高等学校駅伝競走大会 - 41回出場
- ハンドボール部
- ラグビー部
- ソフトテニス部
- 卓球部
- 男子バスケットボール部
- 水泳部
- ボクシング部
- 空手道部
- テニス部
- 弓道部
- 男子バレーボール部
- バドミントン部
- 女子バレーボール部
- チアダンス部
- 女子陸上競技部
- 女子バスケットボール同好会
- 吹奏楽部
- 合唱部
- 文芸部
- 美術部
- 放送部
- ESS部
- 理科部
- ボランティア部
- 書道部
- 棋道愛好会
- 敬愛会

### 九州学院中学校
- 軟式野球部
- サッカー部
- バレーボール部
- バスケットボール部
- バドミントン部
- 剣道部
- 柔道部
- 空手道部
- 弓道部
- ハンドボール部
- 水泳部
- 音楽部
- 美術部
- ESS同好会
- パソコン同好会
- 日本文化同好会
- 白羊会

## 交通アクセス
- 熊本市電 「交通局前」電停下車徒歩2分
- 九州産交バス・熊本電鉄バス・熊本バス・熊本都市バス 「九州学院前」バス停下車すぐ

## 備考
- 東門近くの九学通り沿いに、東京オリンピックの金メダリストの功績を称えるゴールドポスト（第45号）が設置されている（ゴールドポストプロジェクト[5]）。